# SUPER SOUL
「SUPER SOUL」（スーパー・ソウル）は、1997年8月にリリースされたFANATIC◇CRISISの通算5枚目のシングルであり、メジャー・デビューシングル。発売元はフォーライフ・レコード。

## 解説
前作「Rain」から1年1ヶ月ぶりのシングルで、メジャー・デビュー・シングル。
売上は前作のおよそ3倍。初動売上のみで前作売上を9000枚ほど上回った。

## タイアップ
タイトル曲はテレビ朝日系ドラマ『ギャルボーイ!』OPテーマ。

## 収録曲
全曲作詞：石月努／作曲：和也／編曲：西平彰・FANATIC◇CRISIS
1. SUPER SOUL [4:37]
2. サーカス [3:26]
3. SUPER SOUL (Vox Less Version) [4:40]

## 収録作品
- ONE -one for all-（#1,2）
- THE BEST of FANATIC◇CRISIS Single Collection01（#1）
- THE BEST of FANATIC◇CRISIS B-Side Collection（#2）